# Mueda
Mueda – miasto na Mozambiku, w prowincji Cabo Delgado. W mieście znajduje się port lotniczy Mueda.